# Прухново (Гнезненський повіт)
Прухново (пол. Pruchnowo) — село в Польщі, у гміні Клецько Гнезненського повіту Великопольського воєводства.
Населення — 119 осіб (2011).
У 1975-1998 роках село належало до Познанського воєводства.

## Демографія
Демографічна структура станом на 31 березня 2011 року:
|          | Загалом | Допрацездатний вік | Працездатний вік | Постпрацездатний вік |
| -------- | ------- | ------------------ | ---------------- | -------------------- |
| Чоловіки | 63      | 11                 | 49               | 3                    |
| Жінки    | 56      | 11                 | 34               | 11                   |
| Разом    | 119     | 22                 | 83               | 14                   |